# Chishima
Chishima (千島, Chishima) fue un crucero desprotegido de la Armada Imperial Japonesa. El nombre Chishima (en español: "Mil islas") es el nombre japonés de las islas Kuriles. Chishima fue utilizado por la Armada Imperial Japonesa como aviso (barco de despacho) para exploración, reconocimiento y entrega de mensajes de alta prioridad. Fue embestido acidentalmente por el mercante británico Ravenna al poco de entrar en servicio el 30 de noviembre de 1892, muriendo los 75 tripulantes del Chishima.

## Hundimiento
La puesta en servicio del Chishima se retrasó más de un año, ya que el barco sólo podía alcanzar 19 nudos (35 km/h), en lugar de los 22 nudos prometidos (41 km/h); el gobierno francés (fabricante del buque) acordó pagar al gobierno japonés alguna compensación financiera por los problemas. La prueba de mar del Chishima se realizó en su viaje a Japón, con una tripulación de 80 técnicos japoneses y once franceses, vía Alejandría, el Canal de Suez y Singapur. El barco sufrió numerosos problemas en este viaje, incluyendo fallas en la caldera, fugas y roturas de líneas de vapor, antes de llegar finalmente a Nagasaki.
Sin embargo, Chishima se perdió sólo una semana después de su puesta en servicio formal en la marina japonesa, en una colisión nocturna el 30 de noviembre de 1892 con el buque mercante británico Ravenna de P&O (3257 toneladas), frente a Matsuyama, prefectura de Ehime, en 33°55′N 132. °39′E con mal tiempo. El barco mercante, más grande, chocó contra el Chishima en medio del barco, cortándolo en dos. Su capitán y 74 marineros a bordo se ahogaron, pero el Ravenna sólo sufrió daños menores. Este incidente llevó al establecimiento del "Reglamento Marítimo Anticolisión" japonés.
Uno de los cañones del Chishima se conserva en un monumento conmemorativo en el cementerio de Aoyama en Tokio, y un monumento al desastre del Chishima con caligrafía de Tōgō Heihachirō se encuentra en el templo budista de Jofuku-ji en Matsuyama.